# Märzorkan 1876
Der Große März-Orkan von 1876 war ein relativ kleinräumiger und schadensreicher Orkan, der am Nachmittag und Abend des 12. März 1876 zunächst über Nordfrankreich und Südengland, nachfolgend dann über die Beneluxstaaten, Norddeutschland und Mitteldeutschland hinwegzog und binnen weniger Stunden vielerorts enorme Schäden anrichtete. 
Am meteorologischen Institut in Uccle bei Brüssel wurde am späten Nachmittag während einer Böe ein Staudruck von 144 kg/m² gemessen, was etwa einer Windgeschwindigkeit von 173 km/h entspricht. Im niederländischen Utrecht wurde um 19 Uhr ein Luftdruck von 962,5 hPa gemessen. Der März-Orkan war ein mehr als 100-jährliches Ereignis und dürfte in seiner Intensität und Schadenswirkung mit dem Niedersachsenorkan 1972, Daria 1990, Lothar 1999 und Kyrill 2007 vergleichbar sein.
Der Sturm entwurzelte zahllose Bäume, deckte Dächer ab, beschädigte tausende Telegrafenmasten und warf Fabrikschornsteine um. Die größten Schäden traten dabei etwa entlang einer Linie Antwerpen-Düsseldorf-Kassel-Leipzig auf.
Durch anhaltende Regenfälle in den ersten beiden Märzwochen führten im Deutschen Reich fast sämtliche Flüsse Hochwasser. Zudem war durch den Regen die Stadt Kaub am Rhein am 10. März 1876 von einem Bergsturz betroffen, der 25 Menschen das Leben kostete.